# Lactaire velouté
Lactarius vellereus
Espèce
Le lactaire velouté (Lactarius vellereus) est une espèce de champignons basidiomycètes de la famille des Russulaceae.

## Description
- Chapeau : très grand, tomenteux (10 à 30 cm de diamètre) avec une dépression en forme d’entonnoir en son milieu et un bord incurvé, de couleur blanc crème virant au jaune chamois et enfin au rougeâtre, cannelle pâle, parsemé de petites fibrilles entrelacées qui lui donnent un peu l’aspect d’un drap éponge élimé. Des taches rouge-brun et verdâtres peuvent apparaître sur le chapeau. L'hyménium est formé de lames espacées, étroites et cassantes d’abord de couleur blanche puis devenant ocracé pâle.

Un lait blanc fort abondant s’écoule de ce champignon lorsqu'il est coupé ou blessé.
- Pied : 4-8 × 2-4 cm, blanc, court, dur et massif  qui s’affine dans sa partie inférieure. Sa chair blanc crème, un peu jaunâtre ou brun pâle n'a presque pas d’odeur mais a une très forte saveur âcre.

## Habitat
Il pousse sur le sol des bois de feuillus et de préférence sous les peupliers et les saules.

## Utilisation
C'est un champignon comestible de mauvaise qualité à cause de son insupportable âcreté. Toutefois en Russie il est consommé sans problème en petits tronçons que l’on grille.
Également, dans les carpates, consommé blanchis puis conservé dans le vinaigre à la même manière que les cornichons.[réf. nécessaire]